# Smicridea hybrida
Smicridea hybrida är en nattsländeart som beskrevs av Roger J. Blahnik 1995. Smicridea hybrida ingår i släktet Smicridea och familjen ryssjenattsländor. Inga underarter finns listade i Catalogue of Life.